# Susanne Charlotte Engelmann
Susanne Charlotte Luise Jenny Engelmann  (* 26. September 1886 in Berlin; † 26. Juni 1963 ebenda) war eine deutsche protestantische Lehrerin jüdischer Herkunft und nach ihrer Auswanderung Professorin in den Vereinigten Staaten von Amerika (USA).

## Familie
Ihre Eltern waren der Kaufmann Louis Engelmann (1843–1916) und Martha Engelmann (geborene Heimann, 1859–1940), die am 16. Oktober 1880 in Berlin geheiratet hatten. Sie hatte zwei Brüder, den älteren Heinrich Louis (1881–1945) und den jüngeren Konrad Robert (1892–1972).

## Ausbildung
Engelmann schloss im Jahr 1900 ihre Schulbildung an einer Höheren Töchterschule in Berlin ab und besuchte anschließend das humanistische Privatgymnasium Helene Langes. Am 13. September 1905 erhielt sie am Sophien-Realgymnasium durch externe Abiturprüfung das Reifezeugnis und begann ein Studium in Berlin und Heidelberg. Engelmann befasste sich während ihres Studiums mit verschiedenen Fachbereichen, sowohl mit Germanistik und Anglistik als auch mit Psychologie und Pädagogik. Sie promovierte am 21. Oktober 1909 an der Universität Heidelberg mit einer Dissertation zum Thema Der Einfluss des Volksliedes auf die Lyrik der Befreiungskriege zum Dr. phil. „cum laude“, legte 1910 an der Berliner Universität ihr erstes Staatsexamen mit Auszeichnung ab und verbrachte im gleichen Jahr ihre Referendariatszeit an Berliner Mädchenschulen, bis sie 1912 eine preußische Lehrbefugnis für Höhere Schulen erhielt.

## Beruf
Ab 1912 arbeitete Engelmann für 13 Jahre als Studienrätin, von 1912 bis 1923 an der Sophie-Charlotte-Schule in Berlin-Charlottenburg. Von 1913 bis 1914 war Engelmann als deutsche Gastforscherin am Bryn Mawr College in Pennsylvania, USA. Dieser Aufenthalt erwies sich später als enorm hilfreich, da Engelmann aufgrund ihrer guten Landes- und Sprachkenntnisse sowie dank ihrer Verbindungen zu der American Association of University Women (AAUW) 1941 die Emigration in die USA gelang. Von 1925 bis 1928 war sie Direktorin des Margarethen-Lyzeums in der Ifflandstraße 9–11 in Berlin-Mitte und anschließend in der gleichen Position bis zu ihrer Entlassung 1933 Direktorin am Viktoria-Oberlyzeum in der Prinzenstraße 51 in Berlin-Mitte.
Mit der Machtergreifung der NSDAP in Deutschland am 30. Januar 1933 wurde die jüdische Lehrerin Engelmann aus ihrem Beruf gedrängt. Nachdem sie am 9. September 1933 durch das Gesetz zur Wiederherstellung des Berufsbeamtentums zwangsweise entlassen worden war, wandte sich Engelmann an Esther Brunauer in Washington, in der Hoffnung, die Kontakte, welche sie bei ihrem USA-Aufenthalt 1912 gewonnen hatte, für eine Emigration nutzen zu können. Seit ihrem Ausschluss aus der öffentlichen Arbeitswelt arbeitete sie als Privatdozentin für Literatur, Psychologie und Pädagogik. In dieser unzufriedenstellenden Situation empfand Engelmann das vorzeitige Ende ihrer Karriere als sehr belastend, wollte jedoch nur auswandern, sofern eine Position an einer Universität zu finden war. Diese Bedingung begründete sich damit, dass Engelmann im Gegensatz zu anderen aus dem Beruf gedrängten Personen eine kleine Rente bezog und nicht ohne Absicherung einer neuen Anstellung emigrieren wollte. Zusätzlich lebte sie mit ihrer Mutter Martha Engelmann zusammen, welche auf ihre Unterstützung angewiesen war.
Am 5. März 1935 wurde ihr durch den Präsidenten der Reichsschrifttumskammer, Hans Friedrich Blunck, mitgeteilt, dass ihr Verbleiben im Reichsverband Deutscher Schriftsteller, und damit in der Reichsschrifttumskammer, nicht möglich sei und sie als Nichtarierin daraus auszuschließen sei. Susanne Engelmann war auch Mitglied im Allgemeinen Deutscher Lehrerinnenverein, der sich am 7. Mai 1933 aus Protest selbst auflöste, um nicht der Gleichschaltung zum Opfer zu fallen.
Ab 1935 war sie für zwei Jahre die Leiterin der Erwachsenenbildung für den Berliner Paulus-Bund. Diese Position wurde ihr eröffnet, da Engelmann überzeugte Protestantin und Mitglied von Martin Niemöllers Bekennender Kirche war, der Bekenntnisgemeinde in Berlin-Dahlem war sie 1934 beigetreten. Diese Stelle wurde ihr 1937 nach dem Beschluss der Nürnberger Gesetze und dem darauffolgenden Ausschluss aller als „volljüdisch“ definierten Mitglieder entzogen. Mit der Verschlechterung ihrer Lage wurden Engelmanns Hilferufe an die AAUW deutlicher. Im Jahr 1939 gelang es ihr mithilfe ihres Bruders Konrad Engelmann, welcher im türkischen Wirtschaftsministerium arbeitete, gemeinsam mit ihrer Mutter in die Türkei zu fliehen. Dort lebte Engelmann in Istanbul, wo sie einen Lehrauftrag für Erziehungspsychologie an einem amerikanischen Center für soziale Fürsorge („American Social Service Center“) ausführte und die Kinder von Professoren, die ebenfalls im Exil lebten, in deutscher Literatur unterrichtete.
Nachdem Susanne Engelmanns Mutter am 14. Juni 1940 in Istanbul verstorben war, zog sie, mittlerweile 54 Jahre alt, über Russland, Sibirien, die Mandschurei und Japan weiter in die USA und erhielt 1942/43 mit Hilfe der American Association of University Women einen Posten als Refugee Scholar am Wilson College in Pennsylvania. In den Jahren darauf arbeitete Engelmann in mehreren akademischen Positionen in verschiedenen Bundesstaaten, bis sie 1947 ihre erste Stelle als Professorin am Mary Washington College in Fredericksburg im Bundesstaat Virginia erhielt und diese bis zu ihrer Pensionierung 1952 innehielt. Nachdem Engelmann 1948 die amerikanische Staatsbürgerschaft erhalten hatte, kehrte sie 1952 zurück nach Berlin und wurde für den 1933 entzogenen Pensionsanspruch entschädigt. Es wird angenommen, dass ihre Remigration nach Berlin, die als solche eher selten vorkam, in engem Zusammenhang mit ihrer Verbindung zu der Dahlemer Kirchengemeinde stand. Des Weiteren ist überliefert, dass Engelmann sich für die Rekonstruktion des deutschen Schulwesens interessierte.
Am 21. Oktober 1959 wurde ihr durch die Philosophische Fakultät der Universität Heidelberg erneut die Promotionsurkunde mit dem Titel „Doctor philosophiae“ verliehen.

## Wirken
Während der Zeit der Weimarer Republik war Engelmann als bedeutende Pädagogin im Bereich der Mädchenerziehung und Autorin von einflussreichen wissenschaftlichen Arbeiten bekannt. Mit der Machtübernahme der NSDAP ging ihre Karriere als Erzieherin in Deutschland zu Ende und Engelmann war gezwungen, diese erst in der Türkei und dann in den USA fortzuführen.
Der Themenbereich ihrer wissenschaftlichen Arbeiten befasste sich nach 1940 zunehmend mit den Veränderungen in der deutschen Schulbildung in den 1930ern und vor allem mit der Methodik der Nationalsozialisten im Hinblick auf Indoktrination.

## Veröffentlichungen
- Der Einfluss des Volksliedes auf die Lyrik der Befreiungskriege, Dissertation 1909.
- Englische Märchen, übertragen von Susanne Engelmann, illustriert von John D. Batten, London, Nutt, 1911.
- Die Erziehung des Mädchens, Quelle & Meyer, 1920.
- Die Literaturgeschichte im deutschen Unterricht, Quelle & Meyer, Heidelberg 1926.
- Methodik des deutschen Unterrichts. Eine Darstellung ihrer Ziele, Grenzen und Möglichkeiten auf jugendpsychologischer Grundlage, Quelle & Meyer, 1926.
- Die Bedeutung der künstlerischen Unterrichtsfächer für die Erziehung der deutschen Frau, Vortrag vom 28. Mai 1926, Kunst und Jugend, Heft 1, Bund Deutscher Kunsterzieher, Januar 1927.
- Der deutsche Unterricht und die bildende Kunst, Quelle & Meyer, Leipzig 1928.
- Die Krise der heutigen Mädchenerziehung, Quelle & Meyer, Leipzig 1928.
- Die Erziehung des Mädchens. Quelle & Meyer, Leipzig 1929.
- German Education and Re-Education, International Universities Press, New York, 1945.
- Neuzeitlicher Deutschunterricht 5.–8. Schuljahr, Verlagshaus Darmstadt, 1947.